# IHF Super Globe 2015
IHF Super Globe 2015 – 9. edycja rozgrywek IHF Super Globe w piłce ręcznej mężczyzn. W rozgrywkach wzięło udział 8 drużyn z 5 konfederacji IHF. Od 2010 turniej przeprowadzany jest w stolicy Kataru, Dosze.

## Drużyny uczestniczące
| Zespół            | Udział w rozgrywkach                                                | Konfederacja                           |
| ----------------- | ------------------------------------------------------------------- | -------------------------------------- |
| Al-Sadd           | Gospodarz turnieju                                                  | Azjatycka Federacja Piłki Ręcznej      |
| FC Barcelona      | Obrońca tytułu                                                      | Europejska Federacja Piłki Ręcznej     |
| MKB Veszprém KC   | Zwycięzca EHF Ligi Mistrzów – sezon 2014/2015                       | Europejska Federacja Piłki Ręcznej     |
| Club Africain     | Zwycięzca Afrykańskiej Ligi Mistrzów – sezon 2014                   | Afrykańska Federacja Piłki Ręcznej     |
| Sydney University | Zwycięzca Klubowych Mistrzostw Oceanii w piłce ręcznej – sezon 2015 | Federacja Piłki Ręcznej Oceanii        |
| HC Taubaté        | Zwycięzca Mistrzostw Panamerykańskich w piłce ręcznej – sezon 2015  | Panamerykańska Federacja Piłki Ręcznej |
| Füchse Berlin     | „Dzika karta”                                                       | Europejska Federacja Piłki Ręcznej     |
| Al-Ahly Kair      | „Dzika karta” dla zespołu azjatyckiego                              | Afrykańska Federacja Piłki Ręcznej     |

## Sędziowie
W dniu 6 września 2015 IHF zdecydowała o wyborze par sędziowskich, które poprowadziły wszystkie mecze turnieju. Zostali wybrani:
- Mohamed Samir Rashed, Tamer Elsayed  Egipt
- Majid Kolahdouzan, Alireza Mousaviannazhad  Iran
- Romeo Ștefan, Bogdan Stark  Rumunia
- Nikołaj Wołodkow, Jewgienij Zotin  Rosja
- Nenad Krstič, Peter Ljubič  Słowenia

## System rozgrywek
W roku 2015 został zmieniony system rozgrywek i 8 drużyn stanowiło od razu pary ćwierćfinałowe. Zwycięzcy poszczególnych meczów zagrali o miejsca 1–4, zaś przegrani o miejsca 5–8. Zwycięzcy poszczególnych półfinałów (o miejsca 1–4 i 5–8) zagrali o miejsca w klasyfikacji końcowej.

## Przebieg rozgrywek
|  |                   |                   |                  |                  |    |                   |                   |                   |                   |                   |                   |       |       |
|  | Ćwierćfinały      | Ćwierćfinały      | Ćwierćfinały     |                  |    | Półfinały         | Półfinały         | Półfinały         |                   |                   | Finał             | Finał | Finał |
|  | Ćwierćfinały      | Ćwierćfinały      | Ćwierćfinały     |                  |    | Półfinały         | Półfinały         | Półfinały         |                   |                   | Finał             | Finał | Finał |
|  | 7 września 15:00  |                   |                  |                  |    |                   |                   |                   |                   |                   |                   |       |       |
|  |                   |                   |                  |                  |    |                   |                   |                   |                   |                   |                   |       |       |
|  | Füchse Berlin     | Füchse Berlin     | 27               |                  |    |                   |                   |                   |                   |                   |                   |       |       |
|  | Füchse Berlin     | Füchse Berlin     | 27               | 8 września 18:00 |    |                   |                   |                   |                   |                   |                   |       |       |
|  | Club Africain     | Club Africain     | 24               |                  |    |                   |                   |                   |                   |                   |                   |       |       |
|  | Club Africain     | Club Africain     | 24               |                  |    | Füchse Berlin     | Füchse Berlin     | 26                |                   |                   |                   |       |       |
|  | 7 września 17:00  |                   |                  |                  |    | Füchse Berlin     | Füchse Berlin     | 26                |                   |                   |                   |       |       |
|  |                   |                   | FC Barcelona     | FC Barcelona     | 25 |                   |                   |                   |                   |                   |                   |       |       |
|  | FC Barcelona      | FC Barcelona      | FC Barcelona     | FC Barcelona     | 25 | 20                |                   |                   |                   |                   |                   |       |       |
|  | FC Barcelona      | FC Barcelona      |                  |                  |    | 20                | 10 września 20:00 |                   |                   |                   |                   |       |       |
|  | Al-Ahly Kair      | Al-Ahly Kair      | 16               |                  |    |                   |                   |                   |                   |                   |                   |       |       |
|  | Al-Ahly Kair      | Al-Ahly Kair      | 16               |                  |    | Füchse Berlin     | Füchse Berlin     | 28                |                   |                   |                   |       |       |
|  | 7 września 20:00  |                   |                  |                  |    | Füchse Berlin     | Füchse Berlin     | 28                |                   |                   |                   |       |       |
|  |                   |                   | MKB Veszprém KC  | MKB Veszprém KC  | 27 |                   |                   |                   |                   |                   |                   |       |       |
|  | Al-Sadd           | Al-Sadd           | MKB Veszprém KC  | MKB Veszprém KC  | 27 | 20                |                   |                   |                   |                   |                   |       |       |
|  | Al-Sadd           | Al-Sadd           | 8 września 20:00 |                  |    | 20                |                   |                   |                   |                   |                   |       |       |
|  | Sydney University | Sydney University | 21               |                  |    |                   |                   |                   |                   |                   |                   |       |       |
|  | Sydney University | Sydney University | 21               |                  |    | Sydney University | Sydney University | 17                | Mecz o 3. miejsce | Mecz o 3. miejsce | Mecz o 3. miejsce |       |       |
|  | 7 września 13:00  |                   |                  |                  |    | Sydney University | Sydney University | 17                | Mecz o 3. miejsce | Mecz o 3. miejsce | Mecz o 3. miejsce |       |       |
|  |                   |                   | MKB Veszprém KC  | MKB Veszprém KC  | 29 |                   |                   | 10 września 18:00 | 10 września 18:00 | 10 września 18:00 |                   |       |       |
|  | MKB Veszprém KC   | MKB Veszprém KC   | MKB Veszprém KC  | MKB Veszprém KC  | 29 | 27                |                   | 10 września 18:00 | 10 września 18:00 | 10 września 18:00 |                   |       |       |
|  | MKB Veszprém KC   | MKB Veszprém KC   |                  |                  |    |                   |                   | FC Barcelona      | FC Barcelona      | 30                |                   |       |       |
|  | HC Taubaté        | HC Taubaté        | 24               |                  |    |                   |                   |                   | FC Barcelona      | 30                |                   |       |       |
|  | HC Taubaté        | HC Taubaté        | 24               |                  |    |                   |                   | Sydney University | Sydney University | 20                |                   |       |       |
|  |                   |                   |                  |                  |    |                   |                   |                   | Sydney University | 20                |                   |       |       |

### Wyniki ćwierćfinałów
| 7 września 2015 | MKB Veszprém KC                                           | 27:24   | HC Taubaté    |                                                                                             |
| 13:00           | Aron Pálmarsson 5 · Andreas Nilsson 5 · Christian Zeitz 5 | (12:12) | 5 Andre Silva | Duhail Handball Sports Hall, Doha Widzów: (b.d.) Sędzia: Mohamed Samir Rashed Tamer Elsayed |
| 13:00           | 5× · 2×                                                   | (12:12) | 2× · 3×       | Duhail Handball Sports Hall, Doha Widzów: (b.d.) Sędzia: Mohamed Samir Rashed Tamer Elsayed |

| 7 września 2015 | Füchse Berlin    | 27:24   | Club Africain    |                                                                                  |
| 15:00           | Petar Nenadić 10 | (14:12) | 6 Mohamed Soussi | Duhail Handball Sports Hall, Doha Widzów: 1200 Sędzia: Romeo Ștefan Bogdan Stark |
| 15:00           | 3× · 3×          | (14:12) | 3× · 3×          | Duhail Handball Sports Hall, Doha Widzów: 1200 Sędzia: Romeo Ștefan Bogdan Stark |

| 7 września 2015 | FC Barcelona    | 20:16  | Al-Ahly Kair        |                                                                                         |
| 17:00           | Wa’il Dżalluz 4 | (12:8) | 5 Mamdouh Abouebaid | Duhail Handball Sports Hall, Doha Widzów: 2000 Sędzia: Nikołaj Wołodkow Jewgienij Zotin |
| 17:00           | 6× · 3×         | (12:8) | 5× · 3× · 1×        | Duhail Handball Sports Hall, Doha Widzów: 2000 Sędzia: Nikołaj Wołodkow Jewgienij Zotin |

| 7 września 2015 | Al-Sadd             | 20:21  | Sydney University           |                                                                                                  |
| 20:00           | Abdulla Al Ghamdi 6 | (10:9) | 9 Diego Llorente Llamazares | Duhail Handball Sports Hall, Doha Widzów: 3000 Sędzia: Majid Kolahdouzan Alireza Mousaviannazhad |
| 20:00           | 3× · 3×             | (10:9) | 4× · 3×                     | Duhail Handball Sports Hall, Doha Widzów: 3000 Sędzia: Majid Kolahdouzan Alireza Mousaviannazhad |

### Mecze o miejsca 5–8
| 8 września 2015 | Club Africain    | 17:20 | Al-Ahly Kair        |                                                                                                  |
| 14:00           | Amine Bannour 10 | (9:9) | 4 Mamdouh Abouebaid | Duhail Handball Sports Hall, Doha Widzów: 2000 Sędzia: Majid Kolahdouzan Alireza Mousaviannazhad |
| 14:00           | 3× · 3×          | (9:9) | 7× · 3×             | Duhail Handball Sports Hall, Doha Widzów: 2000 Sędzia: Majid Kolahdouzan Alireza Mousaviannazhad |

| 8 września 2015 | Al-Sadd              | 24:32   | HC Taubaté          |                                                                                           |
| 16:00           | Ahmad Abd al-Hajj 11 | (11:15) | 6 Vinícius Teixeira | Duhail Handball Sports Hall, Doha Widzów: (b.d.) Sędzia: Nikołaj Wołodkow Jewgienij Zotin |
| 16:00           | 4× · 3×              | (11:15) | 4× · 3×             | Duhail Handball Sports Hall, Doha Widzów: (b.d.) Sędzia: Nikołaj Wołodkow Jewgienij Zotin |

### Wyniki półfinałów
| 8 września 2015 | Füchse Berlin   | 26:25   | FC Barcelona     |                                                                                           |
| 18:00           | Petar Nenadić 8 | (12:15) | 11 Kirił Łazarow | Duhail Handball Sports Hall, Doha Widzów: 2000 Sędzia: Mohamed Samir Rashed Tamer Elsayed |
| 18:00           | 3× · 2×         | (12:15) | 2× · 2×          | Duhail Handball Sports Hall, Doha Widzów: 2000 Sędzia: Mohamed Samir Rashed Tamer Elsayed |

| 8 września 2015 | Sydney University            | 17:29 | MKB Veszprém KC |                                                                                   |
| 20:00           | Jonathan Nyström Lennström 4 | (5:9) | 8 Momir Ilić    | Duhail Handball Sports Hall, Doha Widzów: 1500 Sędzia: NNenad Krstič Peter Ljubič |
| 20:00           | 5× · 3× · 1×                 | (5:9) | 4× · 3×         | Duhail Handball Sports Hall, Doha Widzów: 1500 Sędzia: NNenad Krstič Peter Ljubič |

### Mecz o 7. miejsce
| 10 września 2015 | Club Africain                         | 26:20 | Al-Sadd           |                                                                                           |
| 14:00            | Abdelhak Ben Salah 6 · Yousri Ghali 6 | (9:8) | 6 Milos Padezanin | Duhail Handball Sports Hall, Doha Widzów: (b.d.) Sędzia: Nikołaj Wołodkow Jewgienij Zotin |
| 14:00            | 5× · 3×                               | (9:8) | 3×                | Duhail Handball Sports Hall, Doha Widzów: (b.d.) Sędzia: Nikołaj Wołodkow Jewgienij Zotin |

### Mecz o 5. miejsce
| 10 września 2015 | Al-Ahly Kair  | 28:24   | HC Taubaté         |                                                                                  |
| 16:00            | Ali Mohamed 6 | (16:11) | 5 Fernando Pacheco | Duhail Handball Sports Hall, Doha Widzów: 1500 Sędzia: Nenad Krstič Peter Ljubič |
| 16:00            | 4× · 2×       | (16:11) | 4× · 3×            | Duhail Handball Sports Hall, Doha Widzów: 1500 Sędzia: Nenad Krstič Peter Ljubič |

### Mecz o 3. miejsce
| 10 września 2015 | FC Barcelona          | 30:20   | Sydney University           | |
| 18:00            | czterech zawodników 4 | (15:10) | 7 Diego Llorente Llamazares | Duhail Handball Sports Hall, Doha Widzów: (b.d.) Sędzia: Majid Kolahdouzan Alireza Mousaviannazhad |
| 18:00            | 5× · 3×               | (15:10) | 4× · 3×                     | Duhail Handball Sports Hall, Doha Widzów: (b.d.) Sędzia: Majid Kolahdouzan Alireza Mousaviannazhad |

### Finał
| 10 września 2015 | Füchse Berlin         | 28:27 (pd.)    | MKB Veszprém KC |                                                                                  |
| 20:00            | Kent Robin Tønnesen 6 | (15:13, 24:24) | 8 Renato Sulić  | Duhail Handball Sports Hall, Doha Widzów: 5000 Sędzia: Romeo Ștefan Bogdan Stark |
| 20:00            | 4× · 3×               | (15:13, 24:24) | 3× · 2×         | Duhail Handball Sports Hall, Doha Widzów: 5000 Sędzia: Romeo Ștefan Bogdan Stark |

## Klasyfikacja końcowa
| Miejsce | Drużyna           |
| ------- | ----------------- |
| złoto   | Füchse Berlin     |
| srebro  | MKB Veszprém KC   |
| brąz    | FC Barcelona      |
| 4.      | Sydney University |
| 5.      | Al-Ahly Kair      |
| 6.      | HC Taubaté        |
| 7.      | Club Africain     |
| 8.      | Al-Sadd           |

## Najlepsi strzelcy
| Pozycja | Zawodnik                  | Zespół            | Liczba bramek |
| ------- | ------------------------- | ----------------- | ------------- |
| 1.      | Petar Nenadić             | Füchse Berlin     | 22            |
| 2.      | Diego Llorente Llamazares | Sydney University | 19            |
| 3.      | Kirił Łazarow             | FC Barcelona      | 17            |
| 4.      | Amine Bannour             | Club Africain     | 16            |
| 5.      | Momir Ilić                | MKB Veszprém KC   | 15            |
| 6.      | Ahmed Abdelhak            | Al-Sadd           | 13            |
| 7.      | Alan Soares               | HC Taubaté        | 12            |
| 8.      | Mamdouh Taha              | Al-Ahly Kair      | 12            |
| 9.      | Fernando Pacheco          | HC Taubaté        | 12            |
| 10.     | Renato Sulić              | MKB Veszprém KC   | 11            |

Źródło: